# Gephyromantis moseri
Gephyromantis moseri – gatunek tropikalnego płaza bezogonowego z rodziny mantellowatych (Mantellidae).

## Występowanie
Ten endemiczny płaz Madagaskaru zajmuje tereny położone na wschodzie i północnym wschodzie wyspy, pomiędzy Marojejy oraz Andasibe.
Preferowane przez niego wysokości zawierają się w przedziale 300–900 metrów nad poziomem morza. Gephyromantis moseri zamieszkuje wilgotny las równikowy, przy czym częściej spotyka się go w oddaleniu od strumieni niż w bezpośrednim ich sąsiedztwie.

## Status
Zwierzę to w niektórych miejscach pojawia się w obfitości, gdzie indziej z kolei rzadko. Liczebność tego gatunku ulega spadkowi.
Zagraża mu głównie utrata siedlisk związana z rolnictwem (w tym nadmierne wypasanie zwierząt udomowionych), pozyskiwaniem drewna, przemysłem i osadnictwem. Z drugiej strony zamieszkuje on kilka terenów prawnie chronionych.